# Vál, Fejér
Vál  este un sat în districtul Martonvásár, județul Fejér, Ungaria, având o populație de 2.451 de locuitori (2011). 

## Demografie
Componența etnică a satului Vál
     Maghiari (97,28%)
     Germani (1,11%)
     Necunoscut (0,31%)
     Alții (1,29%)
Componența confesională a satului Vál
     Romano-catolici (49,04%)
     Reformați (17,99%)
     Fără religie (8,85%)
     Necunoscută (22,64%)
     Alte religii (2,04%)
Conform recensământului din 2011, satul Vál avea 2.451 de locuitori. Din punct de vedere etnic, majoritatea locuitorilor (97,28%) erau maghiari, cu o minoritate de germani (1,11%). Apartenența etnică nu este cunoscută în cazul a 0,31% din locuitori. Nu există o religie majoritară, locuitorii fiind romano-catolici (49,04%), reformați (17,99%) și persoane fără religie (8,85%). Pentru 22,64% din locuitori nu este cunoscută apartenența confesională.